# Григорије Охридски
Свети Григорије је хришћански светитељ. Био је епископ охридски.
Умро је 1012. године. У натпису једном у Цркви Свете Софије у Охриду назива се „Григоријем Премудрим“.
Српска православна црква слави га 8. јануара по црквеном, а 21. јануара по грегоријанском календару.